# Щерю Атанасов (политик)
 Тази статия е за политика от Осничани.  За военния от Хебибчево вижте Щерю Атанасов.  
Щерю (Щерьо) Атанасов е български адвокат и политик.

## Биография
Щерю Атанасов е роден в югозападномакедонското костурско българско село Осничани, Османската империя, днес в границите на Гърция. Емигрира в Свободна България. В 1901 година е избран за депутат в Единадесетото обикновено народно събрание, а след това в 1914 година и в XVII обикновено народно събрание от Гюмюрджински окръг с Либералната партия като част от Либералната коалиция.